# Viktualievikt
Viktualievikt, äldre svensk vikt för handel och köpenskap i dagliga livet. I viktualievikten, sådan den slutgiltigt fastställdes 1739, gällde följande:
- 1 skeppund = 20 lispund
- 1 lispund = 20 skålpund
- 1 skålpund = 32 lod
- 1 lod = 4 kvintin
- 1 kvintin = 69 1/8 ass